# Rock (Kornwalia)
Rock (korn. Karrek) – wieś w południowo-zachodniej Anglii, w Kornwalii, położona nad wschodnim brzegiem estuarium rzeki Camel, naprzeciw miasta Padstow. W 2011 roku liczyła 1203 mieszkańców.
Rock jest popularnym ośrodkiem turystycznym, szczególnie wśród zamożnej klasy wyższej, dzięki czemu wieś zyskała miano "Saint-Tropez Brytanii" (Britain's Saint-Tropez).